# Incidente aereo del monte Giner
L'incidente aereo del monte Giner è un disastro dell'aviazione civile italiana avvenuto il 22 dicembre 1956.

## L'incidente

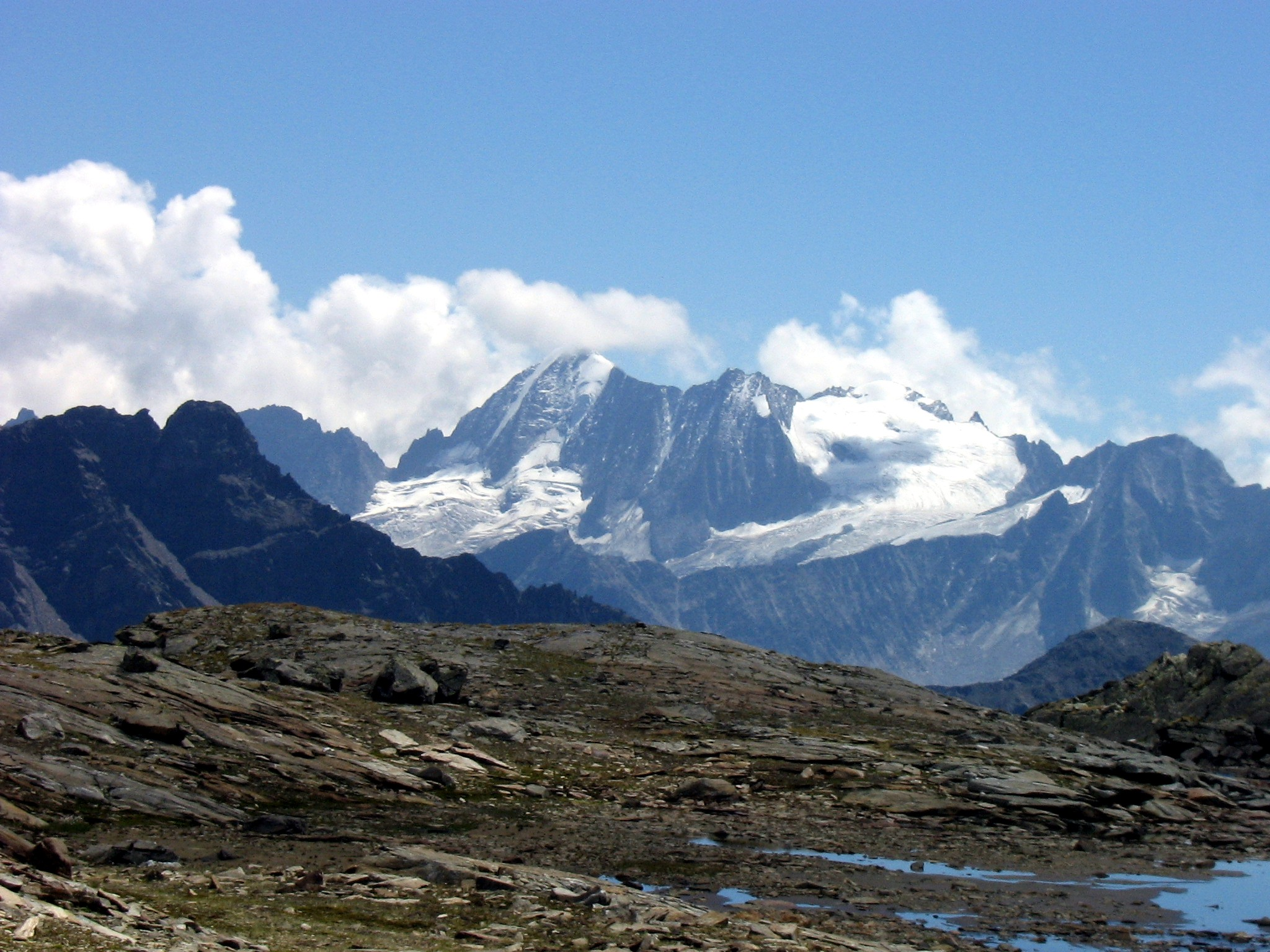
La Presanella, il gruppo montuoso su cui andò a schiantarsi il volo Roma - Milano della LAI

Alle 18.20 del 22 dicembre 1956 un DC 3 della compagnia di bandiera italiana LAI codificato come I.LINC, in volo sulla linea Roma - Milano, si schiantava contro le pendici di cima Giner (2.957 m), in località Val Perse, nel comune di Ossana, in Trentino, a quota 2.600 metri, distruggendosi completamente.
Nella sciagura perirono tutti i ventuno occupanti del velivolo: diciassette passeggeri e quattro membri dell'equipaggio. Date anche le proibitive condizioni climatiche del luogo dell'impatto, che si trova in una zona impervia del gruppo della Presanella, il relitto dell'aereo non fu ritrovato che due giorni dopo, alla vigilia di Natale. Le vittime erano tutte italiane, tranne due cittadini statunitensi.
L'incidente scosse profondamente la comunità locale ed in genere tutta l'opinione pubblica, anche perché quell'aereo era in servizio da Ciampino a Malpensa, quindi su una rotta ben lontana dal Trentino.

## Le indagini
Dopo l'incidente il ministro della Difesa, Taviani, costituì una commissione di inchiesta per appurare le cause dell'incidente, presieduta dal generale di divisione aerea Enrico Cigerza.
Nel frattempo divamparono le polemiche sulle cause della sciagura. Vi fu chi attribuì l'incidente alla situazione della LAI, descritta come "in preda a dissidi interni, che avevano portato ad una paralisi organizzativa", ed al fatto che "i corsi di specializzazione dei piloti duravano pochissimi mesi, per ragioni di economia". Si disse inoltre che "le revisioni degli apparecchi non erano fatte regolarmente e quelle dei motori duravano solo due ore, sempre per motivi di economia" Le accuse nei confronti della compagnia aerea presero nuovo vigore quando pochi giorni dopo, il 2 gennaio 1957, un altro suo aereo finì fuori pista durante l'atterraggio all'aeroporto di Reggio Calabria, in questo caso senza vittime.
Un altro motivo di polemica riguardò all'uso del DC-3, noto anche come "Dakota", velivolo considerato vecchio e superato perché risalente ai tempi della seconda guerra mondiale nella quale aveva rappresentato il principale mezzo aereo da trasporto truppe degli USA. Quello caduto aveva iniziato a volare nel 1943. Fu anche registrata una forte diminuzione delle prenotazioni aeree attribuita alla non affidabilità della aviazione civile italiana.
La vicenda diede origine a numerose interrogazioni parlamentari, nel corso delle quali molti, tra cui il futuro presidente della repubblica Giuseppe Saragat, colsero l'occasione per riproporre l'ipotesi di una fusione tra la LAI e l'altra compagnia aerea di bandiera italiana, la Alitalia, non senza suscitare qualche riserva nei dirigenti di quest'ultima, anche perché nelle due società erano presenti capitali stranieri: la britannica BOAC aveva una partecipazione del 30% in Alitalia, mentre nella LAI era presente con il 30% la statunitense TWA e con un altro 9% la Squibb.
La commissione d'inchiesta ministeriale concluse i suoi lavori in meno di un mese e le sue risultanze furono presentate alla Camera il 23 gennaio 1957 dal ministro della Difesa Taviani. Le cause della sciagura furono attribuite essenzialmente ad un grave errore del pilota, Giorgio Gasperoni, che non seguì le aerovie che erano previste per il volo, con la possibile aggravante di un guasto alla strumentazione di bordo. A quel tempo ancora non esisteva sugli aerei la scatola nera. Nessuna responsabilità fu rilevata a carico dei servizi a terra.. Non fu però mai veramente chiarito come si fosse potuto verificare un "fuori rotta" così rilevante, dato che il comandante Gasperoni era un pilota molto esperto, già pluridecorato pilota di caccia durante la seconda guerra mondiale. L'aereo avrebbe dovuto percorrere un itinerario che sorvolava l'isola d'Elba e Genova e finì invece sulle montagne del Trentino, dopo aver lanciato un segnale di pericolo per ghiaccio sulle ali.
Anche l'inchiesta giudiziaria non arrivò a nessun risultato di chiarezza. Essa si trascinò a lungo, tormentata dalle costituzioni di parte civile e da perizie e controperizie, e terminò solo nel 1961, quando la sezione istruttoria della Corte d'appello di Trento concluse le indagini attribuendo la sciagura aerea a "circostanze sfortunate e fatali". La questione fu pertanto archiviata.

## Conseguenze
Il disastro del monte Giner provocò una accelerazione del processo di fusione tra la LAI e l'Alitalia, di cui da qualche tempo si parlava. Già il 4 gennaio 1957, il presidente dell'Alitalia, Niccolò Carandini, tenne una conferenza stampa nella quale si dichiarava d'accordo, pur con qualche cautela, con tale ipotesi.
Il processo di fusione fu poi portato a termine nell'agosto del 1957 quando la LAI si pose in volontaria liquidazione, confluendo in Alitalia (che assunse la nuova denominazione di "Alitalia - linee aeree italiane"), la quale operò un aumento di capitale da 4,5 a 10 miliardi. I soci stranieri restarono nella nuova società.

## Le vittime

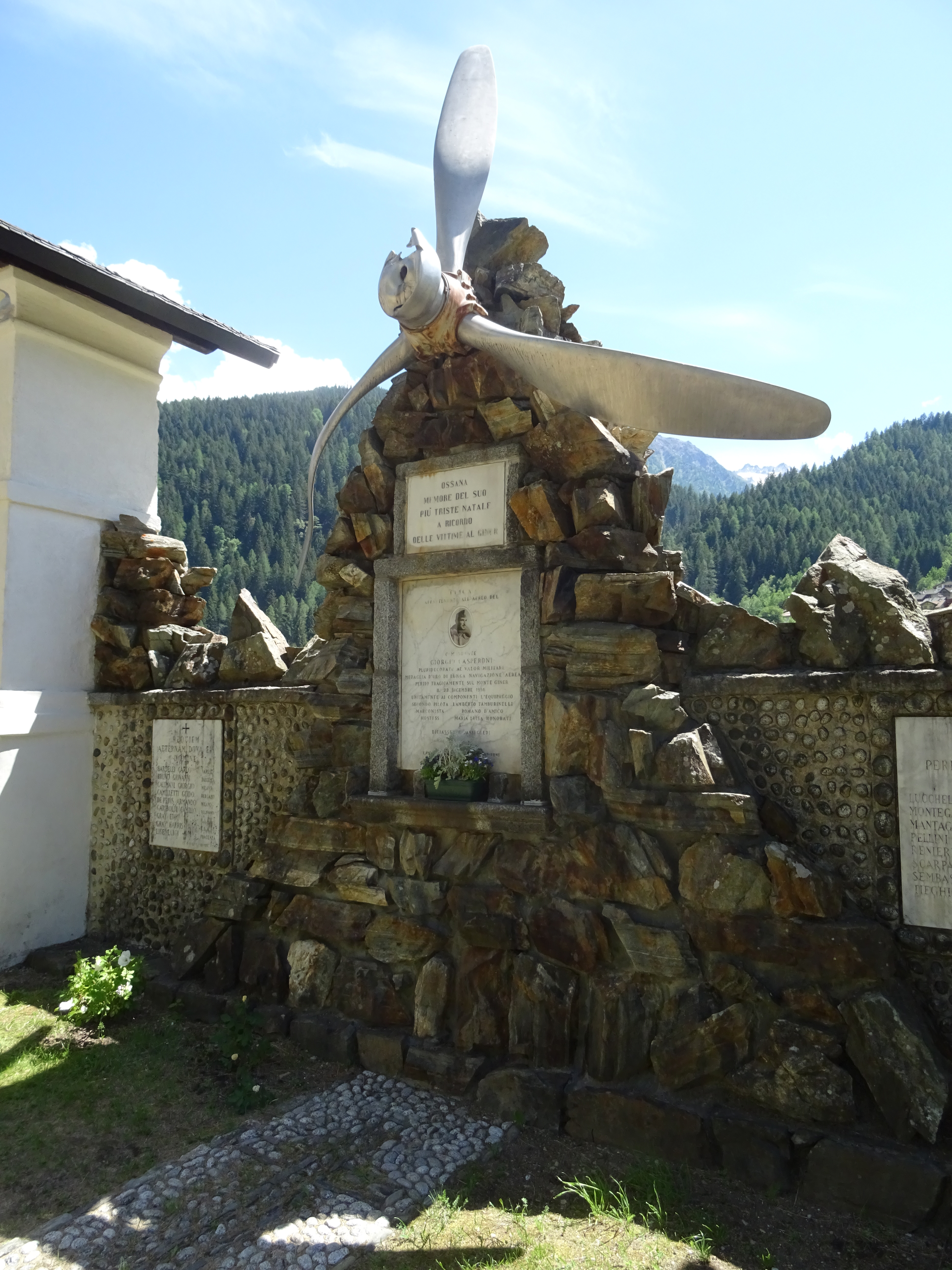
Il monumento alla tragedia presso la chiesa di Sant'Antonio di Ossana

Nel disastro aereo perirono i seguenti passeggeri:
- Carlo Bardelli - Malnate
- Salvator Benbassat - Grecia
- Giovanni Bruno - Palermo
- Giorgio Calimani - Venezia
- Guido Camilletti - Bergamo
- Armando De Pedys - Paliano
- Pier Camillo Gariboldi - Vigevano
- Edith Gray Connor - Grennwood (USA)
- Harris Gray Jr.- Grennwood (USA)
- Luigi Lisé - Caorso
- Francesco Lucchelli - Zinasco
- Amleto Mantegazza - Milano
- llario Montagna - Broni
- Mario Pellini - Cadegliano
- Luciano Renieri - Grosseto
- Giuseppe Scarpari - Thiene
- Giulio Tieghi - Milano,

L'equipaggio era composto da:
- Giorgio Gasperoni - Ancona (Comandante pilota)
- Lamberto Tamburinelli - Pesaro (secondo pilota)
- Romano D'Amico - Roma (marconista)
- Maria Luisa Onorati - Roma (hostess).